# Idaea griseospersa
Idaea griseospersa är en fjärilsart som beskrevs av Müller 1936. Idaea griseospersa ingår i släktet Idaea och familjen mätare. Inga underarter finns listade i Catalogue of Life.